# Liurenba (köpinghuvudort i Kina, Hubei Sheng, lat 29,94, long 114,83)
Liurenba är en köpinghuvudort i Kina. Den ligger i provinsen Hubei, i den centrala delen av landet, omkring 89 kilometer sydost om provinshuvudstaden Wuhan. Antalet invånare är 35 446. Befolkningen består av 16 669 kvinnor och 18 777 män. Barn under 15 år utgör 20,0 %, vuxna 15-64 år 72 %, och äldre över 65 år 7,0 %.
Runt Liurenba är det tätbefolkat, med 397 invånare per kvadratkilometer. Närmaste större samhälle är Majiao, 16,9 km nordost om Liurenba. I omgivningarna runt Liurenba växer i huvudsak blandskog.
Genomsnittlig årsnederbörd är 2 075 millimeter. Den regnigaste månaden är maj, med i genomsnitt 315 mm nederbörd, och den torraste är januari, med 48 mm nederbörd.